# Aspalathus triquetra
Aspalathus triquetra är en ärtväxtart som beskrevs av Carl Peter Thunberg. Aspalathus triquetra ingår i släktet Aspalathus och familjen ärtväxter. Inga underarter finns listade i Catalogue of Life.